# 楚雄府

雲南省の楚雄府の位置（1820年）

楚雄府（そゆうふ）は、中国にかつて存在した府。明代から民国初年にかけて、現在の雲南省楚雄イ族自治州一帯に設置された。

## 概要
1256年（憲宗6年）、モンゴル帝国により徳江城に万戸が置かれた。1271年（至元8年）、元により徳江城に威楚開南路が置かれた。威楚開南路は雲南等処行中書省に属し、威楚・広通・定遠の3県と南安州・鎮南州・開南州・威遠州の4州を管轄した。
1382年（洪武15年）、明により威楚開南路は楚雄府と改められた。楚雄府は雲南省に属し、直属の楚雄・広通・定遠・定辺・𥔲嘉の5県と南安州・鎮南州の2州を管轄した。
清のとき、楚雄府は雲南省に属し、楚雄・広通・定遠・大姚・南安州・鎮南州・姚州の3州4県を管轄した。
1913年、中華民国により楚雄府は廃止された。